# Burlington (Wisconsin)
Pour les articles homonymes, voir Burlington.
Burlington est une ville américaine située dans les comtés de Racine et de Walworth, au Wisconsin. Selon le recensement de 2010, sa population est de 10 464 habitants.